# Matija Nedović
Matija Nedović (Belgrado, 21 juni 2004) is een Belgisch-Servisch basketballer.

## Carrière
Nedović speelde in de jeugd van BBC Falco Gent en maakte in 2021 de overstap naar Okapi Aalst. Bij Aalst speelde hij in de tweede ploeg maar maakte in zijn eerste seizoen zijn debuut in de BNXT League. In het seizoen 2022/23 kreeg hij geen kansen meer bij de eerste ploeg. In 2023 wisselde hij naar Kortrijk Spurs waar hij ook enkel in de tweede ploeg speelde in het seizoen 2023/24.
In 2024 verliet Nedović de Spurs en tekende bij het Servische KK Paragon Lazarevac.